# Богусевич Володимир Андрійович
Володимир Андрійович Богусевич (24 липня 1902, Тотьма — 18 липня 1978, Київ) — російський та український радянський історик і археолог, кандидат історичних наук. Здійснив перші розкопки на Київському Подолі, відкрив вал «міста Ярослава», кам'яний мур Печерського монастиря та майстерню з виробництва смальти.

## Життєпис
Народився 24 липня 1902 року в місті Тотьма Вологодської губернії (тепер — Вологодської області) Російської імперії.
У 1925 р. завершив навчання у Ленінградському державному педагогічному інституті.
У 1929 р. завершив аспірантуру при Інституті археології РАН в Ленінграді.
У 1929—1930 рр. працював науковим співробітником Інституту археології РАН у Ленінграді.
У 1930—1931 рр. працював заступником директора Псковського музею.
У 1932—1934 рр. викладав історію у Псковському державному педагогічному існституті.
У 1932 р. у співавторстві з викладачем радпартшколи Н. І. Платоновим написали путівник «Сучасний і стародавній Псков», випуск якого був приурочений до 15-ї річниці Жовтня. Це була перша велика робота, яка містить нариси про дореволюційний Псков, про розвиток міста в роки Радянської влади. Вона знайомила читачів з основними віхами історичного розвитку міста, розповідала про пам'ятні місця, містила статистичні дані та коротку характеристику основних сторін життя Пскова. Це була остання значна робота Псковського суспільства краєзнавства. Книгу, однак, чекала нелегка доля. Після Постанов ЦК ВКП(б) і РНК СРСР 1934—1936 рр. про викладання історії авторів у 1937 р. стали дорікати в тому, що вони перебували в полоні установок «школи Покровського», допустили ряд «антинаукових і політичних шкідливих трактувань», а тому вони «не заслуговують політичної довіри».
У Пскові В. А. Богусевич часто виступав з лекціями в міських бібліотеках та університеті культури за темами «Псков — місто-музей», «Феодалізм в Росії» та ін. У «Псковському колгоспнику» він опублікував ряд нотаток про середньовічний Псков, з'явилися його роботи і в центральних журналах. У 1933 р. під керівництвом В. А. Богусевича було проведено археологічні розкопки у с. Васці (північніше Пскова), де виявили язичницькі поховання зі збереженими бронзовими прикрасами. У 1935 р. під його керівництвом проводилися обстеження поблизу сіл Рюха і Васильєво (на території Рюжської сільради Завеличенської волості Псковського повіту, що в 12 км від м. Пскова), де за документами в давнину знаходилися соляні варниці. В. А. Богусевич керував також перебудовою історичної експозиції Псковського музею згідно з марксистським вченням про форми.
У 1935—1941 рр. — заступник директора управління Новгородських музеїв.
У 1935 р. Володимир Андрійович переїхав до Новгорода, де працював заступником директора з наукової частини Управління Новгородських державних музеїв. Постановою Президії АН СРСР від 29 грудня 1938 р. в Новгороді була організована секція Інституту Історії АН СРСР, завданням якої було вивчення письмових та археологічних пам'яток стародавнього Новгорода. Він вів роботу з підготовки дослідження «Військово-оборонні споруди в Північно-Західної Русі XIV—XVI ст.», використовуючи серед інших і матеріали, зібрані в період його роботи в Пскові. Опублікував ряд праць на псковську тематику, брав участь в археологічних розкопках Новгорода.
З початком Другої світової війни В. А. Богусевич займався евакуацією з Новгорода музейних цінностей. В 1943 р. був призваний в Червону Армію, служив комісаром стрілецького взводу, політичним працівником, а після війни поселився в м. Києві.
У 1943—1945 рр. служив в радянській армії, учасник Другої світової війни.
У 1945—1946 рр. працював заступником директора з наукової частини в Державному історико-культурному музеї-заповіднику Києво-Печерської Лаври.
У 1947—1962 рр. був завідувачем відділу Інституту Археології АН УРСР, від 1947 року — старшим науковим співробітником Інституту археології НАН України. Одночасно, з 1947 р. до 1950 р., викладав археологію на історичному факультеті Київського державного університету. У 1949 р. захистив кандидатську дисертацію. Протягом 1947—1953 рр. керував археологічними розкопками в Києві, Чернігові, Каневі. У 1964 р. він приїжджав в Псков.
Досліджував давньоруську археологію, мистецтво та архітектуру. Керував археологічною експедицією у містах: Київ, Чернігів, Путивль. Брав участь і в розкопках у Новгороді.
Він особисто фотографував архітектурні пам'ятники, обстежив Порховську фортецю, пам'ятники на околицях Пскова, бував в Острові, займався історією дзвонів і встановленням імен їх майстрів, вивчав митні книги 1670—1871 рр. Готував брошуру про Поганкіни палати.

## Праці
- «Історія українського мистецтва (видання)»
- Археологические раскопки 1950 г. на Подоле в Киеве // КСИИМК, 1951, в. 41; (рос.)
- Мастерские 11-го века по изготовлению стекла и смальты в Киеве // КСИАУ, 1954, в. 3; (рос.)
- Про феодальні двори Києва 11-13 ст. // А., 1957, т. 11;
- Розкопки на горі Киселівці (в Києві) // АП. 1952, т. 3;
- Черниговские каменные дворцы 11-12 вв. // КСИАУ, 1952, в. 1 (У співавторстві); (рос.)
- Древній Чернігів за археологічними даними // ВАН УРСР, 1952, N1;
- Зображення Сімаргла (собаки — птаха)в древньоруському мистецтві // А., т. 12, 1962;
- Про топографію древнього Чернігова // А., т. 5, 1951;
- Походження і характер древньоруських міст Наддніпрянщини // там само;
- К вопросу о крепостных стенах 12 в. Киево-Печерского монастыря // КСИАУ, 1960, в.9; (рос.)
- Остерский городок // КСИАУ, 1962, в.12; (рос.)
- Розкопки в Путивльському кремлі // А., т. 15, 1963.
- Современный и древний Псков: путеводитель / В. А. Богусевич, Н. И. Платонов. — Псков, 1932. — 44 с. (рос.)
- Псковское восстание 1650 г. // Псковский колхозник. — 1934. — 12 окт. (рос.)
- Псковский кремль // Псковский колхозник. — 1934. — 3 нояб. (рос.)
- Псковские литейщики XVI—XVII вв. // Проблемы истории докапиталистических обществ. — 1934. — № 9—10. — С. 157—161. (рос.)
- Порховская крепость // Новгородский исторический сборник. Вып. 1. — Л., 1936. — С. 5—22. (рос.)
- Литейный мастер Михаил Андреев // Новгородский исторический сборник. Вып. 2. — Л., 1937. — С. 83—104. (рос.)
- Псковские купцы XVII в. Русиновы // Новгородский исторический сборник. Вып. 8. — Новгород, 1940. (рос.)
- Военно-оборонительные сооружения Новгорода, Старой Ладоги, Порхова и Копорья. — Новгород, 1940. — 48 с. (рос.)